# ユリア・ヒッケルスベルガー＝フュッラー
ユリア・ヒッケルスベルガー＝フュッラー（Julia Hickelsberger-Füller、1999年8月1日 - ）は、オーストリア・ニーダーエスターライヒ州 ザンクト・ペルテン出身のサッカー選手。オーストリア代表 。TSG1899ホッフェンハイム所属。ポジションはミッドフィルダー。

## 経歴

### クラブ
2014年、SVノイレングバッハからキャリアが始まる。姉のソンヤと共に、長年に渡って同クラブでプレーし、国内トップリーグである オーストリア・ブンデスリーガ1部にて好成績を残す。
2018-2019シーズンの冬に同じリーグに属するSKNザンクト・ペルテンに移籍する。チームはリーグ優勝やUEFA女子チャンピオンズリーグ出場など好結果を残したものの、怪我の影響もあり在籍した3シーズンでリーグ戦出場は僅か14試合に留まった。
2022年夏、ドイツ・ブンデスリーガ1部に属するTSG1899ホッフェンハイムに2024年夏までの契約で移籍した。

### オーストリア代表
2019年2月27日、アフリカ女子サッカーチャンピオンであったナイジェリア代表チーム戦で代表デビューを飾り、試合は4-1で勝利を収めた。
UEFA欧州女子選手権2022予選大会での北マケドニア戦で代表戦初ゴールを決める。

## タイトル
SKNザンクト・ペルテン
- オーストリア・ブンデスリーガ 優勝:2回（2021、2022）
- オーストリア・レディースカップ 優勝:1回（2022）